# Sophie Petersen (kvindesagsforkæmper)
 Der er flere personer med dette navn, se Sophie Petersen.
Catharina Sophie Cecilie Petersen (30. maj 1837 i København – 15. februar 1874 i København) var en dansk kvindesagsforkæmper.
Sophie Petersen var enebarn og voksede op i København. Med Søren Kierkegaard som ledestjerne var hun åndeligt interesseret, og i 1861 opsøgte hun derfor filosoffen Rasmus Nielsen for at "lære at tænke". Hun fulgte hans forelæsninger på Københavns Universitet og lærte sig oldgræsk for at kunne læse Det Nye Testamente på originalsproget. Hun studerede også oldnordisk for at kende det danske sprogs rødder.
I 1869 fik Petersen ideen til at oprette det, der skulle blive kendt som Kvindelig Læseforening. Fredrik Bajer havde i avisen Fædrelandet nævnt det svenske fænomen Läsesalong för Damer, der var åbnet i Stockholm i 1867. Bajers hustru Matilde Bajer, som i 1871 var medstifter af Dansk Kvindesamfund, havde haft planer om en læsesal for kvinder, men økonomien havde ikke kunnet række til en realisering af ideen. Sophie Petersen spurgte Fredrik Bajer til råds, og samtidig søgte hun støtte til sin idé blandt borgerskabets kvinder, herunder Elise Ploug, der var gift med Fædrelandets redaktør Carl Ploug, Charlotte Klein, Marie Rovsing, Jenny Adler og Natalie Zahle. Hun kunne derfor i 1872 sende en indbydelse til stiftelse ud, underskrevet af 55 kvinder og 9 mænd. Men dermed var sagen ikke afgjort, idet den mødte modstand fra borgerlige miljøer, hvor man frygtede, at kvinderne ville blive for meget væk fra hjemmet. I oktober samme år var økonomien imidertid på plads, så læseforeningen kunne åbnes.
Foreningen fik sine første lokaler i Helliggejststræde i København. Sophie Petersen blev sekretær i bestyrelsen, som i øvrigt bestod af Klein, der blev formand, og Marie Købke, Vilhelmine Sarauw og Louise Westergaard. Bogbestanden talte 1.007 bind i begyndelsen. Petersen havde dog svært ved samarbejdet, og samtidig blev hun ramt af sygdom. Hun døde i 1874, men inden da havde hun testamenteret 150 rigsdaler til Kvindelig Læseforening, og i 1874 gav hendes fader foreningen yderligere 200 rigsdaler.